# Sparta (gemeente)
Sparta (Grieks: Σπάρτη) is een plaats en gemeente (dimos) in de voormalige Griekse nomos Korinthe, in de Griekse bestuurlijke regio (periferia) Peloponnesos, en gelegen nabij de gelijknamige antieke stad Sparta.

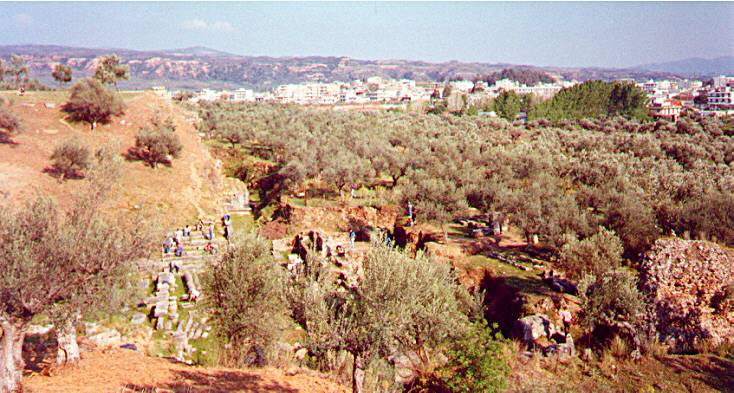
Oud (vooraan) en Nieuw (achtergrond) Sparta.

Het moderne Sparta bestaat sinds 1834. Het werd op last van koning Otto aangelegd door Beierse architecten. De straten hebben een boulevardachtig karakter en zijn beplant met sinaasappelbomen en rozenstruiken. In het voorjaar ruikt het er naar sinaasappelbloesems. Zonder de aanwezigheid van het naburige Mystrás, werelderfgoed, zouden er waarschijnlijk zelden of nooit toeristen komen, want ook het plaatselijk museum bevat geen bijzondere vondsten.
Sparti is sedert 2011 een fusiegemeente (dimos) in de Griekse bestuurlijke regio (periferia) Peloponnesos.
De zeven deelgemeenten (dimotiki enotita) van de fusiegemeente zijn:
- Faris (Φάρις)
- Karyes (Καρυές)
- Mystras (Μυστράς)
- Oinountas (Οινούντας))
- Pellana (Πελλάνα)
- Sparti (Σπάρτη), Nederlands: Sparta
- Therapnes (Θεράπνες)